# Spilogale
Плямистий скунс (Spilogale) — ссавець родини скунсових. Етимологія: грец. σπίλος - «пляма»; грец. γαλῆ - «ласка, куниця».

## Зовнішній вигляд

### Морфометрія
Довжина голови й тіла: 115—345 мм, хвіст довжиною 70—220 мм, вага зазвичай 200—1000 гр.

### Опис
Волосся найдовше на хвості й найкоротше на морді. Забарвлення складається з шести білих смуг, які простягаються вздовж спини і боків і розбиваються на менші смуги й плями на крупі. На лобі також є видовжена біла пляма. Хвіст зазвичай закінчується білим пучком волосся. Є дві запахові залози під основою хвоста, з яких може виділятися рідина із дуже сильним запахом. Самиці мають 10 молочних залоз.

## Проживання
Країни проживання: Канада (Британська Колумбія, Орігон), США, Мексика, Гватемала, Беліз, Сальвадор, Гондурас, Нікарагуа, Коста-Рика. Spilogale зустрічаються в різноманітних кущових, кам'янистих і рідколісних місцях проживання. Зазвичай живуть у підземних норах, але є хорошими дереволазами. Нори встеляють сухою рослинністю.

## Поведінка
Spilogale значною мірою нічні тварини й активні цілий рік. Раціон складається з рослинності й комах влітку, гризунів та інших малих ссавців взимку.

## Відтворення
Вагітність має затримку й загалом триває 230—250 діб, але дійсний ембріональний розвиток триває 28—31 добу. У виводку від двох до дев'яти, зазвичай від трьох до шести дитинчат. Вага новонароджених 22.5 гр, отримують забарвлення дороослих через 21 добу, відкривають очі через 32 доби, можуть користуватися пахучими залозами через 46 діб, годуються молоком 54 доби, досягають розмірів дорослого за 15 тижнів після народження. Тривалість життя у неволі до 10 років.

## Класифікація
- Spilogale
  - Spilogale angustifrons — Плямистий скунс південний
  - Spilogale gracilis — Плямистий скунс західний
  - Spilogale putorius — Плямистий скунс східний
  - Spilogale pygmaea — Плямистий скунс карликовий